# Île Herschel (Canada)
Pour les articles homonymes, voir Île Herschel.
L'île Herschel (anglais : Herschel Island, inuvialuktun: Qikiqtaruk) est une île de la mer de Beaufort située à 2 km de la côte du Yukon. Cette île de 112 km2 comprend un parc territorial protégeant une ancienne station baleinière.

## Géographie
L'île Herschel est située dans la mer de Beaufort, à environ 2 km au large du continent. Cette dernière fait environ 14,5 km de long par 8 km de large. L'entièreté de l'île fait partie du parc territorial de l'Île-Herschel–Qikiqtaruk. L'île est au large du parc national Ivvavik.

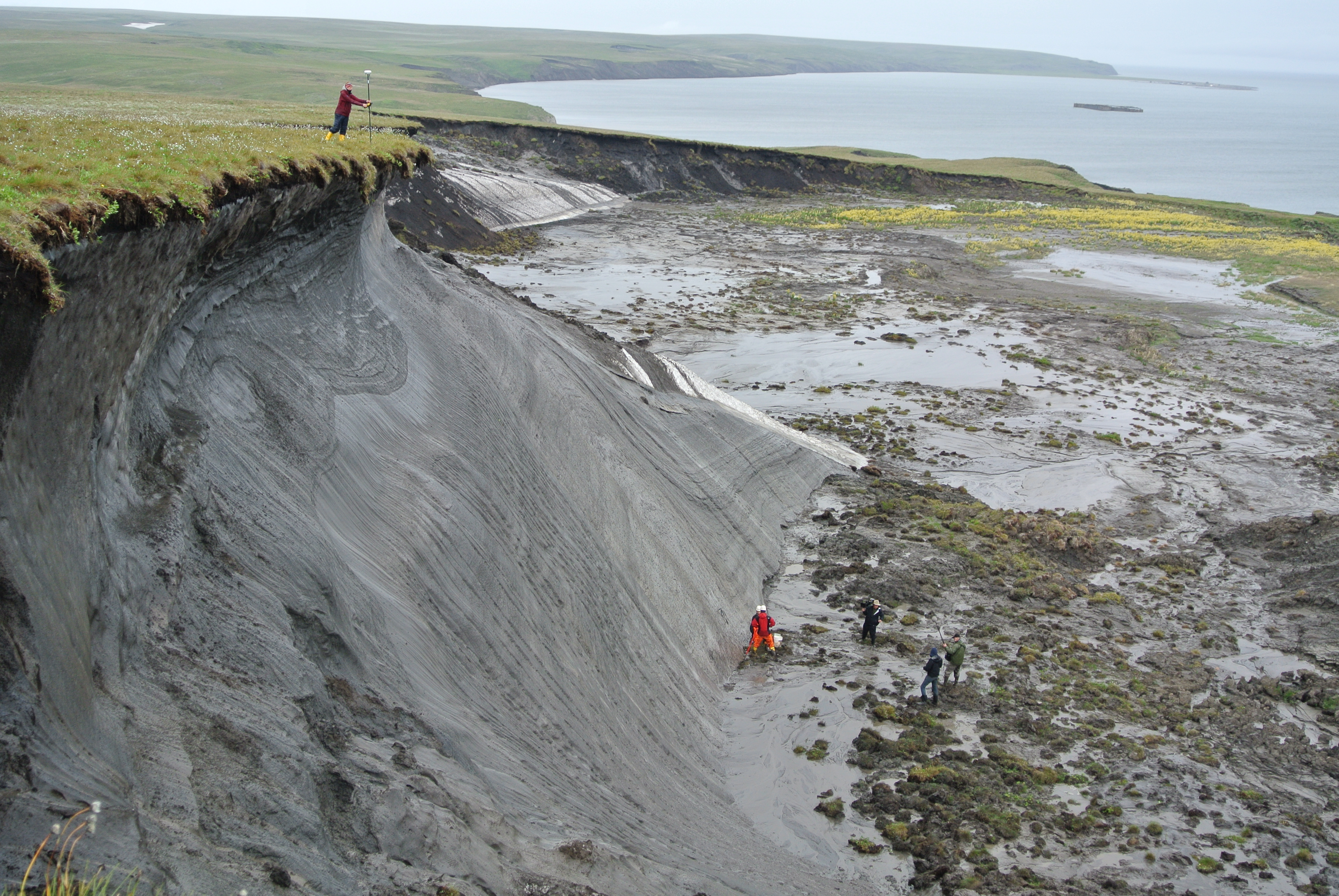
Dégel du permafrost de l'île Herschel en 2013.

## Histoire
Elle a été découverte en juin 1826 par John Franklin.